# Do Outro Lado da Cidade (canção de Guilherme & Santiago)
"Do outro lado da cidade" é o título de uma canção sertaneja escrita pelos compositores Carlos Randall e Danimar, e gravada originalmente pela dupla Guilherme & Santiago em 1994, no primeiro disco da dupla. A canção fez tanto sucesso que, além de ser um grande sucesso de Guilherme & Santiago, também se tornou um "clássico" sertanejo. A gravação original de 1994 foi reinserida no álbum "O Nosso Amor" (de 2003), e nas coletâneas "Dose Dupla" e "Nova Série" (ambas de 2007). Em 2005, Guilherme & Santiago gravaram "Do outro lado da cidade" ao vivo pela primeira vez no álbum "10 Anos - Acústico Ao Vivo", com a participação especial de Zezé Di Camargo & Luciano. Guilherme & Santiago também gravaram a canção ao vivo em seus DVD's "Ao Vivo em Goiânia" (de 2008), e "Elétrico - Ao Vivo no Trio" (de 2011). A dupla também interpretou "Do outro lado da cidade" ao vivo no CD e DVD "Um Barzinho, Um Violão Sertanejo", lançados em 2009, que reuniu vários artistas cantando clássicos da música sertaneja. A canção também foi regravada por outros artistas, como Alan & Aladim (em 2004), e Zezé Di Camargo & Luciano (em 2010).